# 금산 대산사
대산사는 대한민국 충청남도 금산군 제원면 대산길 81-14에 있는 사당이다. 2011년 8월 16일 금산군의 향토유적 제14호로 지정되었다.

## 개요
제원면 대산리에 있는 영산신씨의 문중사당이다. 덕재 신천(德齋辛), 극재 신인거(克齋辛引), 응청당 신정(凝淸堂辛靖) 3위를 배향하고있다. 이 사당은 1959년에 건립되었다가 2008년에 중건하였다.